# Nephrotoma subopaca
Nephrotoma subopaca är en tvåvingeart som beskrevs av Alexander 1952. Nephrotoma subopaca ingår i släktet Nephrotoma och familjen storharkrankar. Inga underarter finns listade i Catalogue of Life.